# Euproctis dewitzi
Euproctis dewitzi är en fjärilsart som beskrevs av Karl Grünberg 1907. Euproctis dewitzi ingår i släktet Euproctis och familjen tofsspinnare. Inga underarter finns listade i Catalogue of Life.